# Scharbeutz
Scharbeutz ist eine Gemeinde im Kreis Ostholstein in Schleswig-Holstein. Scharbeutz ist auch der Name einer Dorfschaft der Gemeinde mit 4.774 Einwohnern.
Der Ort war früher landwirtschaftlich geprägt und entwickelte sich zu einem Ostseeheilbad, dessen Übernachtungszahlen 2002 zu den zehn höchsten Schleswig-Holsteins gehörten.

## Geographie

### Geographische Lage
Scharbeutz liegt unmittelbar an der Lübecker Bucht der Ostseeküste Schleswig-Holsteins. Landschaftlich gehört das Gebiet zum glazialen Östlichen Hügelland.

### Gemeindegliederung
Die Gemeinde Scharbeutz besteht aus zehn Dorfschaften: dem Hauptort Scharbeutz, Pönitz, dem Kirchdorf Gleschendorf sowie den Orten Haffkrug, Gronenberg, Klingberg, Sarkwitz, Schulendorf, Schürsdorf und Wulfsdorf.

Seit 1974 liegt der Verwaltungssitz der Gemeinde in der Dorfschaft Scharbeutz.

### Nachbargemeinden
- Süsel im Norden
- Sierksdorf im Nordosten
- Timmendorfer Strand im Südosten
- Ratekau im Süden
- Stockelsdorf im Südwesten
- Ahrensbök im Westen

## Geschichte
Slawische Vorläufersiedlungen des Ortes bestanden um das Jahr 1000 herum. Der Name Scharbeutz geht auf das slawische Dorf Scorbuze oder Schoreboce zurück. Diese Bezeichnung heißt so viel wie „der Hof des Skorobyc“; letztgenannter Name zerfällt in die Teile skorz (slaw. „schnell, flink“) und bytz (slaw. „sein, bestehen“). Unter Graf Adolf II. von Schauenburg und Holstein fanden ab 1150 Landnahmen durch die Friesen, Sachsen, Westfalen und Holsten statt. Erste urkundliche Erwähnung finden Pönitz 1221 als Penze, Scharbeutz 1271 als Scarbuce und Gleschendorf 1259 als Golesko.
Im 15. Jahrhundert wurde der Raum von der Kartause Ahrensbök beherrscht, im 17. Jahrhundert von den Dänen beeinflusst; Staatsgüter, wie der Gronenberger Hof (errichtet 1408 in Nachfolge der Burg Snykrode/Snikrode), wurden gegründet. Erst im 19. Jahrhundert kam es im Küstenbereich zu einer eigenständigen Entwicklung. Bei der Sturmflut von 1872 lag Scharbeutz mit den anderen Küstenorten der Lübecker Bucht, die damals noch über keinen Küstenschutz verfügten, im Zentrum dieses schwersten bekannten Ostseesturmhochwassers und wurde zum größten Teil überschwemmt. Allein in Scharbeutz starben dabei 5 Menschen.
Im Jahre 1850 lebten in Scharbeutz weniger als 200 Menschen, Haffkrug hatte etwa 200 und Gleschendorf etwa 300 Einwohner. In Haffkrug entwickelte sich ab 1812, in Scharbeutz ab 1837 der Badetourismus. Trotzdem wurde das Elisabethbad in Haffkrug erst 1840, das Augustusbad in Scharbeutz erst 1850 durch den Hamburger Kaufmann Charles Kelley fertiggestellt.
(Die Geschichte der Gemeinde wird anschaulich und umfangreich im Museum für Regionalgeschichte des Heimatvereins in Pönitz dargestellt.)
Bis zum Groß-Hamburg-Gesetz gehörte das heutige Gemeindegebiet zum Land Oldenburg.
Am 3. Mai 1945 wurden vor der Küste von Scharbeutz die Cap Arcona und die Deutschland durch britische Luftangriffe versenkt. Dabei starben 7000 Menschen, die meisten davon Häftlinge des KZ Neuengamme. (Auch zu dem Ereignis sind im Museum in Pönitz zahlreiche Fundstücke und Fotos ausgestellt.)
In der Zeit nach dem Zweiten Weltkrieg verdoppelte sich die Bevölkerungszahl durch zahlreiche Flüchtlinge aus den Ostgebieten und dem Baltikum. Die Touristen blieben aus, eine Wiederbelebung setzte erst in den 1950er Jahren ein. Im Jahre 1974 entstand die heutige Gemeinde Scharbeutz aus der Fusion der Gemeinden Haffkrug-Scharbeutz und Gleschendorf. Die Gemeinde Haffkrug-Scharbeutz war erst 1955 aus der Gemeinde Gleschendorf heraus entstanden.

### Religionen
Die Einwohner von Scharbeutz sind zum größten Teil evangelisch-lutherischer Konfession. Auf dem Gebiet der weltlichen Gemeinde existieren zwei Kirchengemeinden: Scharbeutz – mit der Strandkirche Scharbeutz und der Geroldkirche Klingberg als Gebäuden – und Gleschendorf mit der Feldsteinkirche Gleschendorf. Sie gehören zum Kirchenkreis Ostholstein im Sprengel Schleswig und Holstein der Evangelisch-Lutherischen Kirche in Norddeutschland/Nordkirche.
Eine römisch-katholische Minderheit ist der katholischen Kirchengemeinde St. Marien Ahrensbök zugeordnet. Die Gemeinde gehört zum Dekanat Eutin des Erzbistums Hamburg.

### Eingemeindungen
Am 1. Januar 1971 wurde Kattenhöhlen, ein Teilgebiet der Gemeinde Ratekau mit damals etwa 30 Einwohnern, in die Gemeinde Haffkrug-Scharbeutz umgegliedert. Am 1. Januar 1974 wurden die Gemeinden Gleschendorf und Haffkrug-Scharbeutz zur Gemeinde Scharbeutz vereinigt.

## Politik

### Gemeindevertretung
Die Kommunalwahl am 14. Mai 2023 führte zu folgendem Ergebnis:
| Wahl zur Gemeindevertretung Scharbeutz 2023Wahlbeteiligung: 51,9 % 3020100 26,8 %24,7 %15,8 %12,9 %9,7 %10,1 % CDUWUBSPDGrüneFDPSonst.Gewinne und Verlusteim Vergleich zu 2018 %p 12 10 8 6 4 2 0 −2 −4 −6 −8−7,7 %p+5,3 %p−3,0 %p−3,3 %p−1,4 %p+10,1 %pCDUWUBSPDGrüneFDPSonst. | Sitzverteilung in der Gemeindevertretung Scharbeutz seit 2023Insgesamt 24 Sitze - SPD: 4 - Grüne: 3 - WUB: 6 - FDP: 2 - CDU: 7 - EB Nitz: 1 - EB Meyer: 1 |

### Bürgermeisterin
Hauptamtliche Bürgermeisterin ist seit dem 1. Februar 2020 Bettina Schäfer (parteilos). Sie setzte sich bei einer Stichwahl am 20. Oktober 2019 mit 62,3 Prozent der Stimmen gegen Andreas Zimmermann (parteilos, 37,7 Prozent) durch und trat somit die Nachfolge von Volker Owerien an.
Die nächste Bürgermeisterwahl ist für den 28. September 2025 angesetzt.

### Wappen
Das Wappen wurde am 12. November 1974 genehmigt.
Blasonierung: „Von Silber und Rot sechzehnfach geständert und ein goldener Herzschild, darin ein abgerissener, rotbezungter blauer Bärenkopf.“
1974 schlossen sich die Gemeinden Gleschendorf und Haffkrug-Scharbeutz zusammen. Mit diesem Zusammenschluss wurden die drei Ortsteile, die bereits vor 1955 unter dem Namen Gleschendorf eine gemeindliche Einheit gebildet hatten, unter neuem Namen wieder vereinigt. Als Wahrzeichen übernahm die neugebildete Gemeinde das bisherige Gleschendorfer Wappen. Der Bärenkopf, durch den Herzschild in das Zentrum des Wappens gestellt, ist in leicht abgewandelter Gestalt aus dem Familienwappen der adligen Familie von Buchwaldt entnommen. Die Buchwaldts waren die ersten Besitzer eines großen Teils der im heutigen Scharbeutz vereinigten Dörfer. Die Ständerung des Wappenschildes repräsentiert in heraldisch ansprechender Darstellung die Vielzahl der Dörfer und Wohnplätze, die durch mehrere kommunalrechtliche Vereinigungen zur heutigen Gemeinde Scharbeutz verbunden wurden. Die Farben Rot und Silber dokumentieren die Zugehörigkeit der Gemeinde und ihrer Teile zum Landesteil Holstein. Auch während ihrer Zugehörigkeit zum oldenburgischen Fürstentum Lübeck (nach 1803) unterstanden sie der holsteinischen Landeshoheit. Ergänzt um die Schleswiger Farben Blau und Gold, zeigt das Wappen die Lage der Gemeinde im Bundesland Schleswig-Holstein an. Scharbeutz ist heute ein beliebtes Ostseebad und setzt damit eine bereits im 19. Jahrhundert begonnene Tradition erfolgreich fort.
Das Wappen wurde von dem Brunsbütteler Heraldiker Willy „Horsa“ Lippert gestaltet.

### Flagge
Die Flagge wurde am 11. Juli 1984 genehmigt.
Das Flaggentuch ist von Weiß und Rot sechzehnfach geständert und in der Mitte belegt mit einem gelben Wappenschild mit einem blauen, rotbezungten Bärenkopf.

### Gemeindepartnerschaften
- Partnerschaft mit Navajas in Provinz Castellón, Spanien
- Partnerschaft mit Lagoa in der Region Algarve in Portugal (seit 2019)
- Patenschaft zu Groß Küdde und Lubow im ehemaligen Landkreis Neustettin, Pommern (heute Polen)

## Kultur und Sehenswürdigkeiten

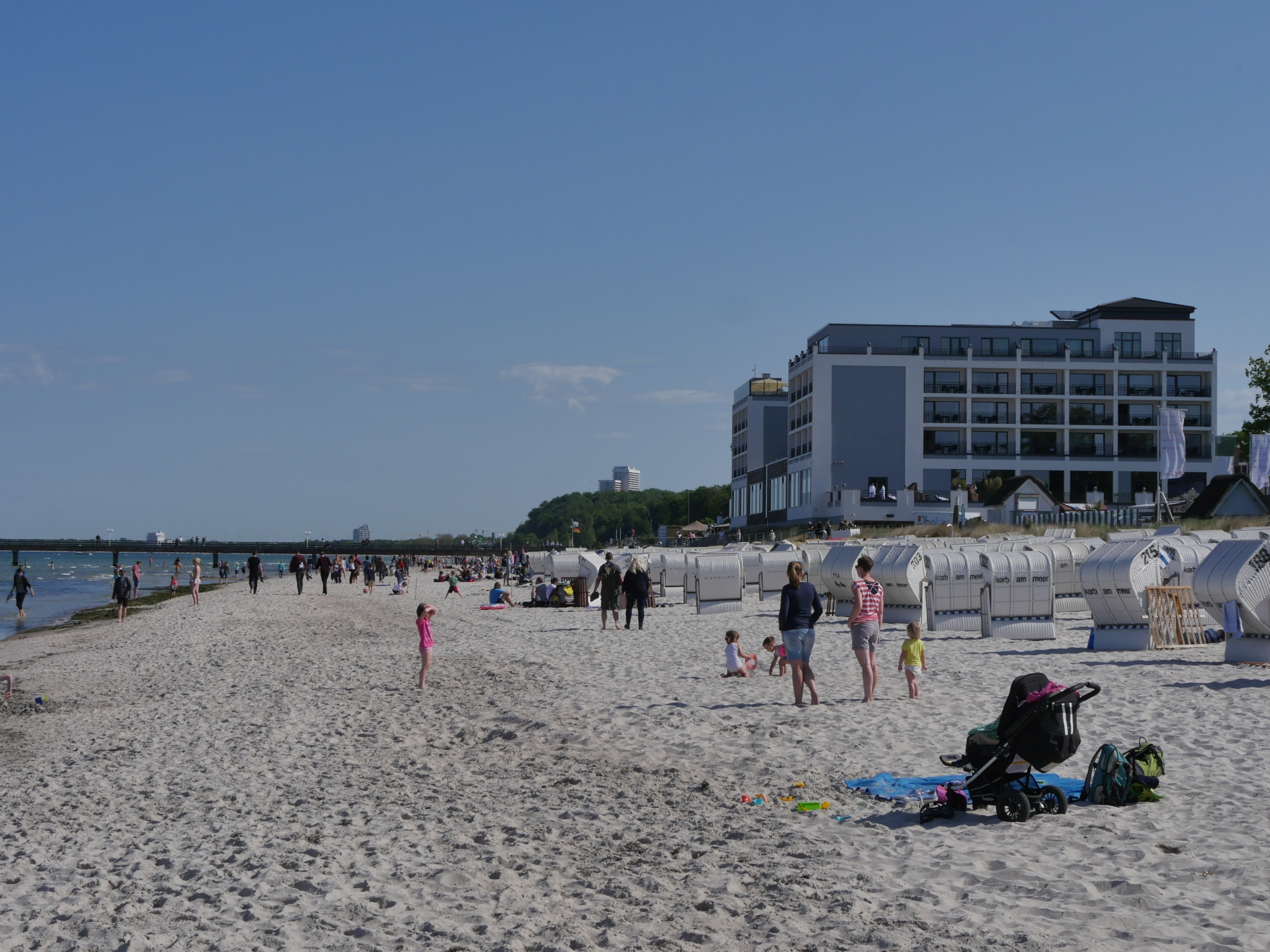
Hotel Bayside an der Seebrücke

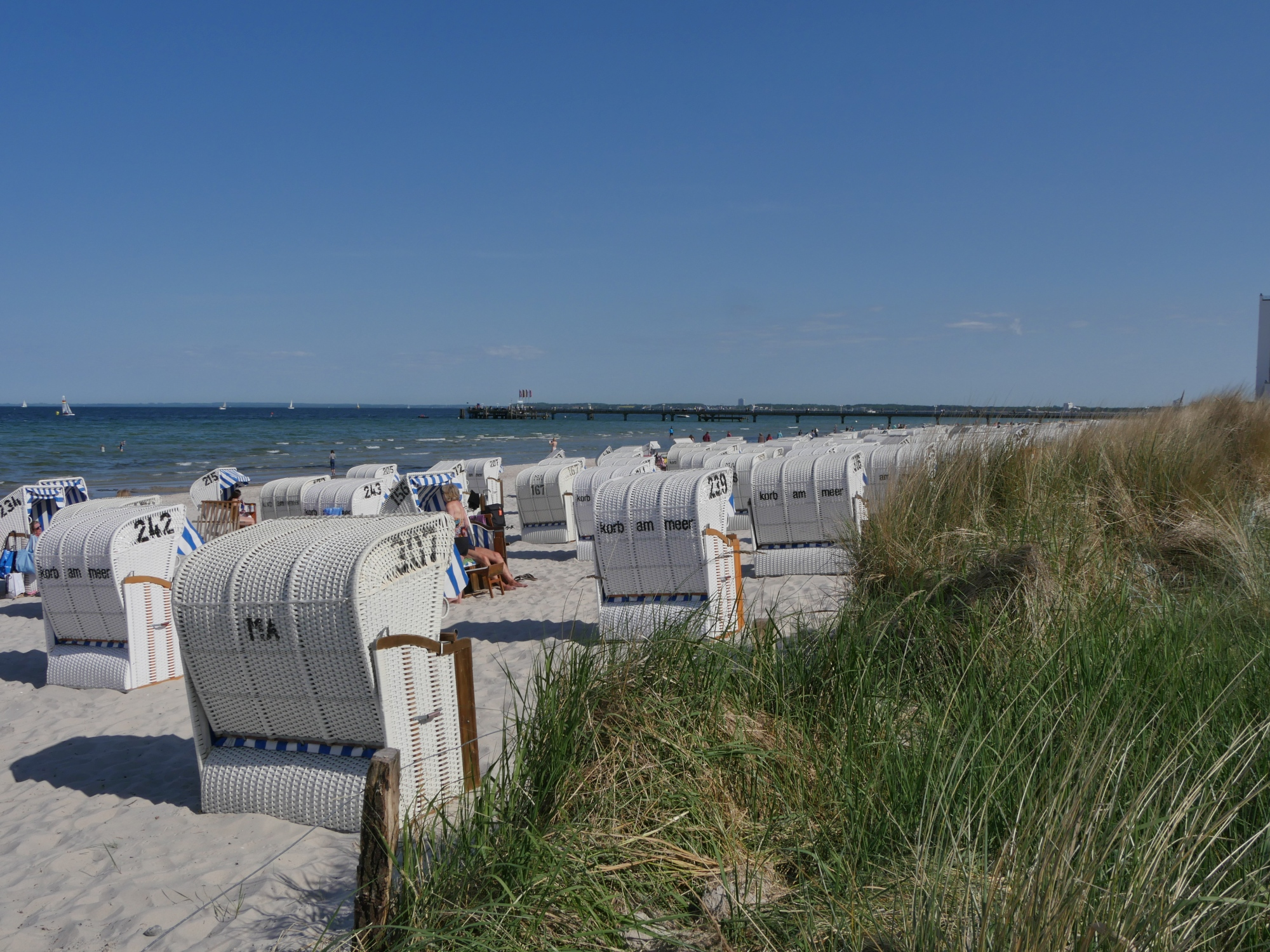
Strand und Seebrücke

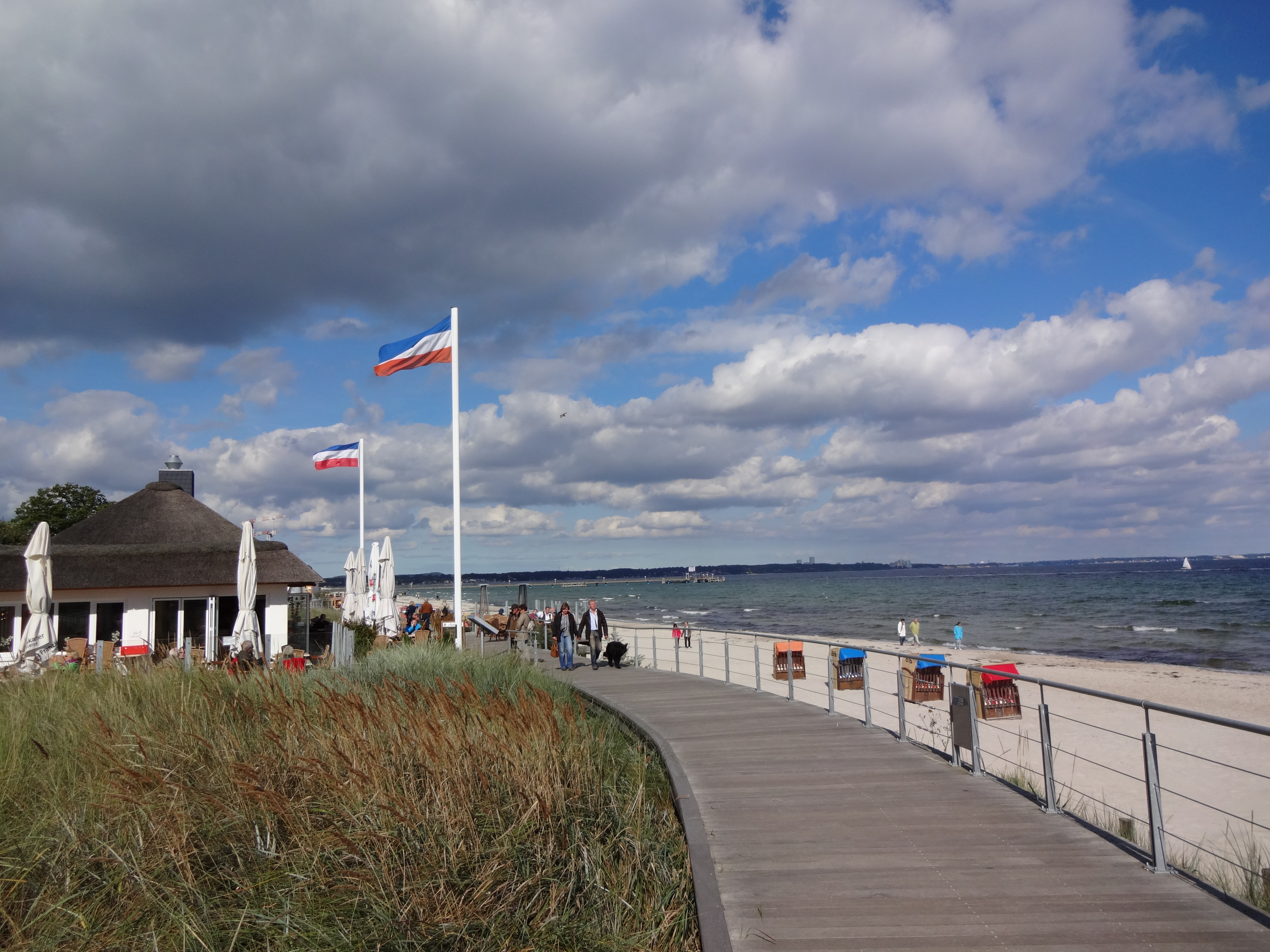
Scharbeutz, neue Promenade über den Dünen

### Kulturdenkmale
- Liste der Kulturdenkmale in Scharbeutz

### Theater
- Laienspielgruppen
- Musical- und Theatergruppe

### Museen
- Museum für Regionalgeschichte der Gemeinde Scharbeutz und Umgebung in Pönitz mit historischer Bibliothek und Archiv.

Träger des Museums ist der Verein für Regionalgeschichte der Gemeinde Scharbeutz und Umgebung e. V.

### Büchereien
- Gemeindebücherei Scharbeutz
- Die zehn umliegenden Dorfschaften werden von der Fahrbücherei im Kreis Ostholstein angefahren.

### Musik
- Timmerhorst – Haffkruger Kultband und Kulturpreisträger 2001
- Glenfiddle – Irish-Folk-Band
- Kantorei der Kirchengemeinden
- mehrere freie Chöre

### Bauwerke
- Alte Wassermühle in Schulendorf
- Gronenberger Mühle, eine Wassermühle im Ortsteil Gronenberg
- Gutsanlage Gut Garkau in Klingberg von Bauhaus-Architekt Hugo Häring (erbaut 1922 bis 1926)
- Das hohe geschwungene Dach des ehemaligen Wellenbades war bis 2011 ein markanter „Mittelpunkt“ von Scharbeutz. Es stand direkt an der Strandpromenade, wurde aber 2012 abgerissen.[12]
- Neuer Mittelpunkt von Scharbeutz ist an gleicher Stelle das über 100 Meter lange und 30 Meter hohe Bayside Hotel.

### Sport
- Reitstall Friedrichshof
- Surfschulen während der Saison in Haffkrug und Scharbeutz
- Segelschule Sailing-Point
- Sportplätze und -hallen in mehreren Ortsteilen
- Tauch-Sport-Zentrum Scharbeutz
- Sportvereine (darunter der Ostseesportverein Scharbeutz e. V.; SVG Pönitz e. V. und der YCSO Yacht Club Scharbeutz Ostsee e. V.)
- Karate Dojo Yoshino e. V.
- Turnvereine
- TTS (Tennis Treff Scharbeutz)
- Scharbeutzer Schützenverein v. 1954 e. V.

### Natur

Informationstafel zum Tauchplatz Steinfeld (am Strandabschnitt „Kammer“)

- 6,5 km feinsandiger Strand in den Ortsteilen Haffkrug und Scharbeutz
- Tauchplatz Steinfeld am Strandabschnitt „Kammer“
- Kurgebiet Pönitzer Seenplatte – Beginn der Holsteinischen Schweiz
- Scharbeutzer Heide – ein abwechslungsreiches, hügeliges Mischwaldgebiet mit zum Teil sehr altem Bestand und einem 19 ha großen, vollkommen eingezäunten Hundeauslauf
- Großer Pönitzer See
- Kleiner Pönitzer See
- Wennsee
- Taschensee mit Dänischem Kanal bei Gronenberg
- zahlreiche Hügelgräber und früh- und vorgeschichtliche Fundstätten
- Gösebek

### Freizeiteinrichtungen
- Erlebnisbad Ostsee-Therme am Ortsausgang Richtung Timmendorfer Strand
- Dünen Minigolf

### Erwähnung in Medien
Scharbeutz findet Erwähnung im Lied Aber zu Haus kann ich nur in Berlin sein von Reinhard Mey (Album Alleingang, 1986), der – so ein Vers – dort gern im Sommer friert.
Die Schriftstellerin Barbara Krohn hat einen Kriminalroman verfasst, der in Scharbeutz spielt; Martin Enlens Film Der Tote am Strand (Drehbuch: Daniel Douglas Wissmann) basiert auf diesem Roman.
Heinz Strunks Roman Fleckenteufel spielt größtenteils in Scharbeutz.
Der deutsche Sänger und Entertainer Otto Waalkes nennt Scharbeutz in einem satirischen Liedtext: „Westwärts, westwärts, bis Scharbeutz“.

## Wirtschaft und Infrastruktur
Scharbeutz ist ein beliebtes Strandbad und seit 1970 staatlich anerkanntes Seeheilbad. Im Jahre 2002 gehörte der Ort zu den zehn wichtigsten Zentren im Schleswig-Holsteinischen Fremdenverkehr. 45.314 Gäste, davon 1366 (2,92 %) aus dem Ausland, buchten 292.468 Übernachtungen, der Ort verfügte über 3940 Gästebetten.
Der Neubau einer modernen Seebrücke wird eine weitere touristische Attraktion des Ortes.
An der B 432/K 45, Fierthstraße, liegt das 26 Hektar große Gewerbegebiet Gleschendorf mit Sitz von rund 20 Firmen, unter anderem einem großen Zentrallager von Aldi und einem Frischelager von Bartels-Langness.

### Eisenbahnverkehr
Durch Scharbeutz führen die Bahnstrecke Lübeck–Puttgarden mit den Bahnhöfen Scharbeutz und Haffkrug sowie die Bahnstrecke Kiel–Lübeck mit dem Bahnhof Pönitz. Der Bahnhof Scharbeutz wurde zwischen 2003 und 2007 modernisiert. 2007 entstand am nördlichen Bahnsteigende ein neues Empfangsgebäude.

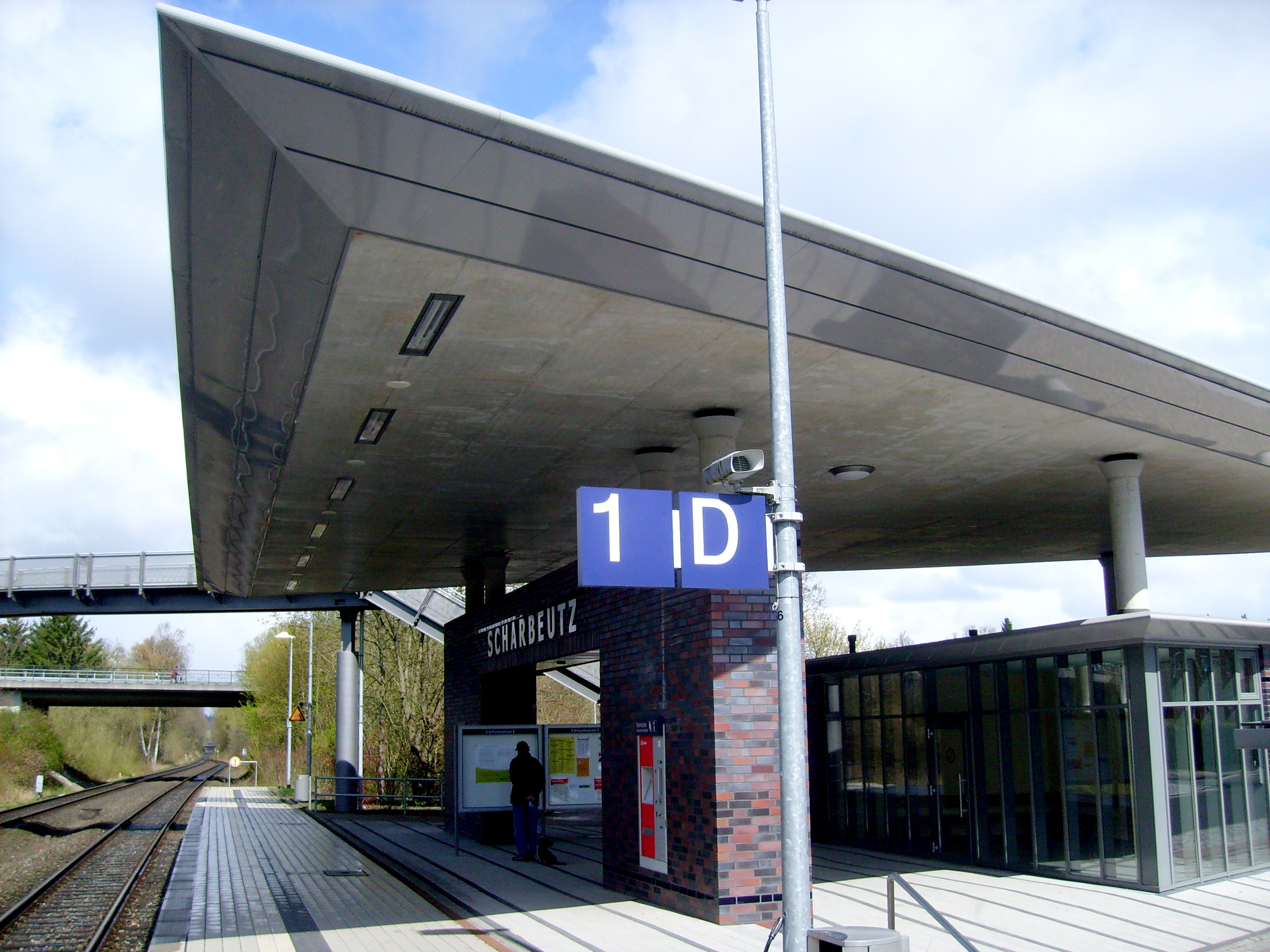
Das neue Empfangsgebäude des Scharbeutzer Bahnhofs

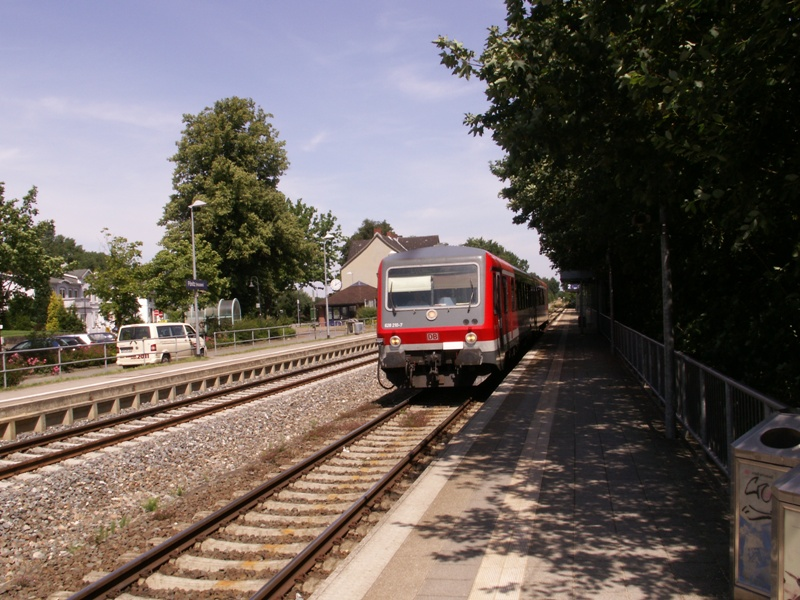
Bahnhof Pönitz (Holst)

| Linie | Zuglauf                                                                                                 | KBS    | Takt                              |
| ----- | --- | ------ | --------------------------------- |
| RB 85 | Lübeck – Bad Schwartau – Timmendorferstrand – Scharbeutz – Haffkrug – Sierksdorf – Neustadt in Holstein | [ 16 ] | stündlich, werktags halbstündlich |
| X 85  | Lübeck – Haffkrug – Sierksdorf – Lensahn – Oldenburg – Großenbrode – Fehmarn-Burg – Puttgarden          | [ 16 ] | stündlich                         |

### Verkehr
Der Ort liegt unmittelbar an der Autobahn A 1. Die Bundesstraße 432, die in Scharbeutz endet, stellt eine Verbindung nach Bad Segeberg und Hamburg her. Über die B 76 (Lübeck–Kiel) werden die Seebäder der Lübecker Bucht und die Holsteinische Schweiz erschlossen.
Für den Fahrradverkehr ist Scharbeutz angeschlossen an den Ostseeküsten-Radweg, der innerhalb des europäischen Netzes der EuroVelo-Routen um die ganze Ostsee führt.

### Bildung
- Ostsee-Grundschule Scharbeutz, Schulstraße, 189 Schüler in neun Klassen[19]
- Emmi-Bonhoeffer-Schule, Grund- und Gemeinschaftsschule mit Oberstufe, Pönitz[20]
- Volkshochschule in der Gemeinde Scharbeutz e. V.
- Volkshochschule Klingberg e. V.

## Besonderheiten
In der Gemeinde gelten drei Postleitzahlen:
- 23683 für Haffkrug und Scharbeutz
- 23684 für Gleschendorf, Gronenberg, Klingberg, Pönitz, Pönitz am See, Schulendorf, Schürsdorf und Wulfsdorf
- 23629 für den südlichsten Ortsteil Sarkwitz

## Persönlichkeiten
- Carl Westphal (1881–1958), lebte ab 1925 in Wolfshagen und betrieb hier den Franz Westphal Verlag
- Friedel Hoefer (1883–1960), Porträt- und Landschaftsmalerin
- Wolfgang de Boor (1917–2014), Psychiater, Professor für forensische Psychiatrie und Kriminologie
- Willi Lemke (1946–2024), Politiker (SPD) und Sport-Funktionär
- Wincent Weiss (* 1993), Musiker
- Hans Meiser (1946–2023), TV- und Radiomoderator, lebte bis zu seinem Tod in Scharbeutz
- Michèl von Wussow (* 1995), Musiker

## Berühmte Besucher
- Im Jahre 1852 besuchte Großherzog Paul Friedrich August von Oldenburg mit seinem Hofstaat von 30 Personen und Königin Amalie Maria von Griechenland Scharbeutz. Er kehrte mehrmals wieder.
- Am 16. Juli 1919 besuchten Reichspräsident Friedrich Ebert und Reichswehrminister Gustav Noske mit Mitgliedern des Vorstandes der „Produktion“ das Kinder-Erholungsheim der PRO in Haffkrug.
- Albert Einstein besuchte Scharbeutz in den Sommern 1927 bis 1929 für jeweils einige Wochen.
- Unter dem Namen Peter Jensen lebte der Serienmörder Fritz Honka von 1993 bis 1998 dort in einem Altenheim.